# 狡猾
| ウィキペディアには「狡猾」という見出しの百科事典記事はありません（タイトルに「狡猾」を含むページの一覧/「狡猾」で始まるページの一覧）。 代わりにウィクショナリーのページ「狡猾」が役に立つかもしれません。 |